# Містер Джонс (фільм, 1993)
«Містер Джонс» (англ. Mr. Jones) — американська мелодрама режисера Майка Фіггіса за твором Еріка Рота. Прем'єра фільму відбулась 8 жовтня 1993 року.

## Сюжет
Депресивно-маніакальний містер Джонс потрапляє в психіатричну клініку. Його лікар доктор Елізабет Бауен проявляє до свого пацієнта не тільки професійний інтерес.

## У ролях
- Річард Гір — містер Джонс
- Лена Олін — лікар Елізабет Бауен
- Енн Бенкрофт — лікар Кетрін Холланд
- Том Ірвін — доктор Патрік Шей
- Делрой Ліндо — Говард
- Брюс Олтман — Девід
- Лорен Том — Аманда Чанг
- Томас Копач — містер Вілсон
- Пітер Юрасік — лікар Роузен
- Леон Сінгер — продавець хотдогів
- Анна Марія Горсфорд — суддя Харріс
- Едвард Паділла — коридорний
- Келлі Вільямс — Келлі
- Сел Лопес — Генрі
- Скотт Томсон — Конрад
- Білл Моузлі — робітник
- Валенте Родрігес — санітар
- Дана Лі — містер Чанг
- Ірен Цу — місіс Чанг
- Кеті Кінні — бездомна жінка
- Тейлор Негрон — Джеффрі
- Білл Пуллман — бригадир на будмайданчику (нема в титрах)

## Цікаві факти
Мішель Пфайффер відмовилась від головної жіночої ролі, щоби взяти участь у зйомках фільму Бетмен повертається в ролі Жінки-кішки Селіни Кайл.